# Leinster Rugby-Stade toulousain en rugby à XV
Cet article retrace l'historique détaillé des confrontations entre les deux clubs européens de rugby à XV du Stade toulousain et de la province du Leinster Rugby. 
La première confrontation entre ces deux clubs historiques remonte au 6 septembre 1997, et met en jeu les deux clubs les plus titrés d'Europe.

## Histoire
Le comité du Cinq Nations décide en 1995 de créer une Coupe d'Europe de rugby à XV afin de proposer plus de matchs entre nations. Ainsi, les clubs français peuvent affronter les clubs britanniques et irlandais. C'est en Coupe d'Europe que les deux clubs vont principalement se rencontrer, ce qui explique le faible nombre de rencontre. Lors de la 3e édition de la Coupe d'Europe, Toulouse joue pour la première fois de son histoire le Leinster à Dublin, en compétition officielle, « C'était lors de sa première visite, à la fin de l'été 1997.» Il s'agit des deux clubs ayant le plus grands palmarès dans leur pays respectifs et en coupe d'Europe.
Le Stade toulousain, fondé en 1907 et concourant en Top 14, a remporté de nombreux titres dont 24 championnat de France (1912, 1922, 1923, 1924, 1926, 1927, 1947, 1985, 1986, 1989, 1994, 1995, 1996, 1997, 1999, 2001, 2008, 2011, 2012, 2019, 2021, 2023, 2024 et 2025) et 6 coupes d'Europe (1996, 2003, 2005, 2010, 2021 et 2024).
Le Leinster, fondé en 1875 et concourant en United Rugby Championship, possède aussi un palmarès conséquent dont 9 championnats (2001, 2008, 2013, 2014, 2018, 2019, 2020, 2021 et 2025), 4 coupes d'Europe (2009, 2011, 2012 et 2018) et un challenge Européen (2013).
Les deux équipent s'affrontent le 25 mai 2024 en finale de la Coupe des champions, historique pour le club de la ville rose. 
En effet, cette finale à 9 étoiles, voit à la fin du temps réglementaire un score de parité de 15 points. Lors des prolongations, Matthis Lebel inscrit un essai pour les rouges et noirs après un carton jaune sur James Lowe ; après un carton rouge de Richie Arnold à la suite d'un contact à la tête, Josh Van Der Flier marque un essai pour les dublinois. Néanmoins, les pénalités passées par Blair Kinghorn et Thomas Ramos ainsi qu'une solide défense toulousaine permettent à Toulouse de soulever son sixième sacre européen, face à son rival de la compétition perdant sa quatrième finale européenne d'affilée.

## Confrontations
| n° | Date              | Club (domicile)  | Score        | Club (extérieur) | Lieu                               | Compétition                          |
| -- | ----------------- | ---------------- | ------------ | ---------------- | ---------------------------------- | ------------------------------------ |
| 1  | 6 septembre 1997  | Leinster         | 25 - 34      | Stade toulousain | Donnybrook Stadium, Dublin         | Coupe d'Europe, poule A, 1re journée |
| 2  | 11 octobre 1997   | Stade toulousain | 38 - 19      | Leinster         | Stade des Sept-Deniers, Toulouse   | Coupe d'Europe, poule A, 6e journée  |
| 3  | 28 septembre 2001 | Leinster         | 40 - 10      | Stade toulousain | Donnybrook Stadium, Dublin         | Coupe d'Europe, poule 6, 1re journée |
| 4  | 13 janvier 2002   | Stade toulousain | 43 - 7       | Leinster         | Stadium, Toulouse                  | Coupe d'Europe, poule 6, 6e journée  |
| 5  | 1er avril 2006    | Stade toulousain | 35 - 41      | Leinster         | Stadium, Toulouse                  | Coupe d'Europe, quart de finale      |
| 6  | 18 novembre 2007  | Stade toulousain | 33 - 6       | Leinster         | Stade Ernest-Wallon, Toulouse      | Coupe d'Europe, poule 6, 2e journée  |
| 7  | 12 janvier 2008   | Leinster         | 20 - 13      | Stade toulousain | RDS Arena, Dublin                  | Coupe d'Europe, poule 6, 5e journée  |
| 8  | 1er mai 2010      | Stade toulousain | 26 - 16      | Leinster         | Stadium, Toulouse                  | Coupe d'Europe, demi-finale          |
| 9  | 30 avril 2011     | Leinster         | 32 - 23      | Stade toulousain | Aviva Stadium, Dublin              | Coupe d'Europe, demi-finale          |
| 10 | 21 octobre 2018   | Stade toulousain | 28 - 27      | Leinster         | Stade Ernest-Wallon, Toulouse      | Coupe d'Europe, poule 1, 2e journée  |
| 11 | 12 janvier 2019   | Leinster         | 29 - 13      | Stade toulousain | Aviva Stadium, Dublin              | Coupe d'Europe, poule 1, 5e journée  |
| 12 | 24 avril 2019     | Leinster         | 30 - 12      | Stade toulousain | Aviva Stadium, Dublin              | Coupe d'Europe, demi-finale          |
| 13 | 14 mai 2022       | Leinster         | 40 - 17      | Stade toulousain | Aviva Stadium, Dublin              | Coupe d'Europe, demi-finale          |
| 14 | 29 avril 2023     | Leinster         | 41 - 22      | Stade toulousain | Aviva Stadium, Dublin              | Champions Cup, demi-finale           |
| 15 | 25 mai 2024       | Leinster         | 22 - 31 a.p. | Stade toulousain | Tottenham Hotspur Stadium, Londres | Champions Cup, finale                |

## Statistiques
- Stade toulousain - Leinster Rugby
  - Victoires consécutives :
    - Stade toulousain : 2 victoires entre le 6 septembre 1997 et le 11 octobre 1997
    - Leinster Rugby : 4 victoires entre le 12 janvier 2019 et le 29 avril 2023

  - Total :
    - Nombre de rencontres : 14
    - Premier match gagné par le Stade toulousain : le 6 septembre 1997
    - Premier match gagné par Leinster Rugby : le 28 septembre 2001
    - Dernier match gagné par le Stade toulousain : le 21 octobre 2018
    - Dernier match gagné par Leinster Rugby : le 29 avril 2023
    - Plus grand nombre de points marqués par le Stade toulousain : 43 points, le 13 janvier 2002
    - Plus grand nombre de points marqués par Leinster Rugby : 41 points, le 1er avril 2006 et le 29 avril 2023
    - Plus grande différence de points dans un match gagné par le Stade toulousain : +36, le 13 janvier 2002
    - Plus grande différence de points dans un match gagné par Leinster Rugby : +30, le 28 septembre 2001

  - Bilan
    - Nombre de rencontres : 15
    - Victoires du Stade toulousain : 7
    - Victoires de Leinster Rugby : 8